# Meloemorpha aliena
Meloemorpha aliena là một loài bọ cánh cứng trong họ Cerambycidae.